# Bryum splendidifolium
Bryum splendidifolium är en bladmossart som beskrevs av C. Müller in Brizi 1893. Bryum splendidifolium ingår i släktet bryummossor, och familjen Bryaceae. Inga underarter finns listade i Catalogue of Life.